# Anopoli
Anopoli (na grčkom : Ἀνώπολις ) nekada polis drevne Grčke na južnoj obali ostrva Krit, danas selo severno od Lutroa koje administrativno  pripada opštini Sfakija. Zajedno sa četiri manja naselja, selo formira istoimenu lokalnu zajednicu (Topiki Kinotita Anopoleos Τοπική Κοινότητα Ανωπόλεως).

## Položaj
Sa 99.632 km², Anopolis je najveća zajednica u opštini Sfakia. Graniči s općinama Chania i Apokoronas na sjeveru . Susjedne lokalne zajednice u općini Sfakia su Agia Roumeli i Agios Ioannis na zapadu i Askyfos i Chora Sfakion na istoku.
Selo se nalazi na visoravni južno od Lefke Orije u blizini klisure Aradene . Cestovna je veza do Chora Sfakion, preko korita Aradena do Agiosa Ioannisa.
Selo Anapoli je smešteno 13 km zapadno od Lefke Orije u blizini klisure Araden, na visoravni, površini od 99.632 km², na nadmorskoj visini od oko 600 metara, u jednom od najnepristupačnijih područja u Europi, u podnožju Bele planine. Graniči sse sa Hanijom i Apokoronasom na severu. Susedne lokalne zajednice u opšini Sfakia su Agia Rumeli i Agios Joanis na zapadu i Askifos i Hora Sfakion na istoku.
Put od Hora Sfakion do sela Anopoli prilično je strm sa brojnim serpentinama što zahteva veliku  pažnju vozača.
Ovo selo terba posetiti u proleće, kada je cela visoravan prekrivena brojnim vrstama cveća, tako da  pogled na obronke Bele planine sa jedne strane i južne obale Krita sa druge strane verovatno nikoga neće ostaviti ravnodušnim.
Geografski položaj
- Severna geografska širina: 35° 13' 06"
- Istočna geografska dužina 24° 05' 13"
- Nadmorska visina: 600 m

## Naziv
Stefano di Bisanzio navodi da je Anopoli bilo zapravo drugo ime za grad Araden, pa se oba toponima mogu naći u zapisima za isti grad, verovatno uzrokovane zabunom nastale zbog malog rastojanja između oda  dva  grada.
Nazivi Oba, Araden i Anopoli, u svojim zapisima navedi drevni sudija (teorodoko) iz Delfija.
Naziv Anopoli je takođe dokumentovan i u ukazu proksena od Lapa u drugom veku nove ere.
Ne treba ga mešati sa gradom Anopoli koji se nalazi u severnom delu Krita.

## Istorija
Na osnovu arheoloških istraživanja sprovedenih od  1987. do 1988. godine u provinciji Sfakion u saradnji sa Kanadskim arheološkim institutom na  širem području Anopolisa, na visinama od 600 do 800 m, otkriveno je nekoliko lokaliteta iz kasnog neolitika  (ranog minojskog doba).
Apoloni se prvi put pominje kao Anopolis u popisu kritskih gradova koji su potpisali savez s Eumenesom II iz Pergamuma 183. godine p. n. e, druga dva grada bila su Aradena i Poikilaso.
U prošlosti je Anopoli bio uspešan grad sa vlastitom morskom lukama u Loutru. Grad je čak imao i svoj novac, a njegovi su se stanovnici bavili plovidbom, trgovinom i poljoprivredom. Tokom vizantijskog razdoblja on je bio još dobro razvijen, na što ukazuju mnoge crkve u tom području.
Mesto je bilo centar revolucionarnog ustanka i žestoke borbi u 14. veku protiv Mlečana, koji su u znak osvete 1365. godine  grad u potpunosti srušili.
Kasnije, za vreme Osmanlije, Anopolis i cela provincija Sfakia , zbog kršovitog i neplodnog planinskog terena, nije bila naseljena od strane Osmanlija.
U vreme okupacije Krita od strane Turaka, 1770. godine trgovac, rođen i odrastao u selu Anopoli, Daskalogiannis, Janis Vlahos (Yannis Daskaloyannis), pobunio se protiv turskih osvajača. On je okupio grupu pobunjenika, koja se nadala da će uz pomoć  trupam a kopna, koje tada fizički nisu bile u stanju da se podrže revoluciji,  da osvoji  Sfakiu i protera Turke.
Oko 500 pobunjenih stanovnika Sfakije nekoliko meseci se herojski borila za svoju neovisnost protiv nekoliko hiljada turskih vojnika. Mešutim ogromna i brojčano superiorniornija turske vojske ubrzo je porazila ustanike. Selo Anopoli bilo je potpuno uništeno, a Janis Vlahos se predao Turcima uz uslov da Turci oslobode taoce.  Godinu dana kasnije brutalno je pogubljen. Ista sudbina zadesila je selo Anopoli u julu 1867. godine, kada je turska vojska potpuno opustošila celo područje Sfakije.
Uprkos svim razaranjima, selo se svaki put obnavljao, a otpor ovdašnjih stanovnika nikada nije bio slomljen. Anopoli je oduvek među krićanima smatran jednim od poslednjih uporišta Sfakije, a njegovi stanovnici proglašeni su za najupornijim borce za nezavisnoz Krita. Na kraju krajeva, niko nije uspeo podčiniti regiju Sfakija, najviše zahvaljujući selu Anopoli.

## Opšte informacije
Selo je slabo naseljeno i sastoji se od devet naselja razbacanih po visoravni ispod Bele gore. Iz sela puca panoramski pogled na Libijsko more i najjužniju tačku Grčke i Evrope, ostrvo Gavdos,  južno od Krita, koje pripada okrugu Hanija u okviru Periferije Krita.
Plodna visoravan na kojoj je smešteno selo vekovima hrani stanovnike Anopolisa  koji se  pretežno bave poljoprivredom, pčelarstvom  proizvodnjoim mleka, meda vina i rakije.

## Galerija
- Crkva u Anopolisu
- Košnice sa pčelama
- Taverna u Anopolisu

- Nacionalni ansambl (Kritsko veče)
- Ulica u Anopolisu
- Panorama sela

## Spoljašnje veze
Медији везани за чланак Anopoli на Викимедијиној остави

- Анополи (Анополис) (jezik: ruski)